# Palmese 1914
L'Unione Sportiva Dilettantistica Palmese 1914, abbreviata in  U.S.D. Palmese 1914 e nota come Palmese , è una società calcistica italiana con sede nella città di Palma Campania (NA). Milita in Serie D, quarta divisione del campionato italiano di calcio.
La sua lunghissima e travagliata storia può vantare quale maggior successo otto presenze in Serie C2, l'ultima delle quali nella stagione 2003-04, e uno Scudetto di Serie D; infatti, la Palmese divenne Campione d'Italia Dilettanti nella stagione 2000-01.
Il simbolo del club è il castello di Palma Campania e i colori sociali sono il rosso pompeiano e il nero. Gioca le sue partite interne allo Stadio Comunale di Palma Campania (4 000 posti).

## Storia

La formazione rossonera che nel 1959 riuscì a raggiungere le finali regionali.

Agli inizi del XX secolo nel paese di Palma Campania la pratica del foot-ball viene svolta da piccoli club costituiti da semplici squadre di quartiere ma senza una vera e propria rappresentativa locale. Intorno al 1910 si ha la svolta: i maggiori rappresentanti del calcio palmese e dei paesi limitrofi decidono di costituire un unico club che potesse rappresentarli nel Campionato Campano. Tale progetto però non andrà mai in porto, ragion per cui il gioco del calcio a Palma Campania continua ad essere svolto a livello amatoriale dalle varie squadrette di quartiere. Tuttavia, nonostante il primo tentativo si fosse rivelato un buco nell'acqua, nel 1914 si riesce finalmente a compiere il grande passo: dei giovani palmesi si coalizzano in un'unica squadra che prenderà il nome di Associazione Sportiva Calcio Palmese 1914. Per circa dieci anni dalla fondazione, la A.S.C. Palmese svolgerà la sua attività sportiva con semplici amichevoli anche perché all'epoca solo squadre del nord giocavano nel calcio della Prima Divisione, al tempo la massima categoria del campionato italiano. Nel 1929 la Palmese ottiene consensi non solo in paese ma anche nelle zone vicine: inizia lentamente a costituirsi la tifoseria del club, che si chiamerà Cuore Rossonero molto probabilmente per i molti riscontri che il Milan otteneva nella zona di Napoli al tempo. Iniziano a delinearsi così i colori sociali: rosso e nero (il rosso verrà successivamente sostituito dal rosso pompeiano). Nel 1929 il club viene rinominato Unione Sportiva Palmese 1914. L'U.S Palmese inizia quindi a partecipare alla Terza Categoria Campana dove riesce ad ottenere discreti risultati fino a quando le sue attività verranno interrotte a causa della seconda guerra mondiale. Nel dopoguerra la ripresa del paese e quindi del club fu molto lenta: il suo periodo di inattività infatti, va dal 1940 al 1956. Superato questo periodo buio, la Palmese riesce a trovare posto nel Campionato Dilettanti dove ottiene buoni risultati, accedendo più d'una volta (secondo l'ordinamento del tempo) alle finali regionali.
Nel 1970 il club riesce a raggiungere la nuova Serie D dove, dopo 8 anni, conquista una storica promozione in Serie C2. Dopo la sudatissima promozione avvenuta nel 1978, l'indebolimento della squadra provoca delle ovvie conseguenze: retrocessione in Interregionale e quindi nella Promozione. La situazione mai così cupa per la Palmese continua per circa 20 anni tra retrocessioni e promozioni che la mantengono comunque in un livello calcistico tutt'altro che considerevole.
Cesenatico, Stadio Alfiero Moretti, 22 giugno 2001
Palmese-Valenzana 2-1 (0-1, 2-1)
Palmese:Apuzzo, Laudato, Ferullo, Grillo, Sposito, Mazziotti (81' Balestrino), Loreto, Bucciarelli (86' Farinella), Astarita, Ria (89' Langella), Luciano. All. Pietropinto.
Reti: Menegatti (V)  39’ Luciano (P)  52’ Ria (P)  55’
Nella stagione 2000-01 si ha la svolta: l'U.S. Palmese si laurea Campione d'Italia Dilettanti ottenendo quindi la promozione in Serie C2. Dopo tre stagioni di militanza in C2, arriva la retrocessione, prima in Serie D, poi nelle seguenti categorie minori. Nel 2006, militante in Promozione, acquisisce il titolo sportivo della Nuova Virtus, ottenendo così la promozione in Eccellenza. Il club nel 2010 cambia denominazione in Unione Sportiva Dilettantistica Palmese.
Nella stagione 2021-2022 la squadra finalmente si riprende. Riesce a raggiungere il primo posto nella classifica di Eccellenza Campania, per poi vincere il girone finale di promozione, finalmente raggiungendo la Serie D dopo quasi venti anni di assenza dai campionati interregionali, dove tuttora milita.

## Cronistoria
Di seguito è riportata la storia della Palmese in ordine cronologico, partendo dal 1928 per arrivare ai nostri giorni, saltando le stagioni comprese tra il 1940 e il 1956, periodo in cui le attività del club furono sospese a causa della seconda guerra mondiale.

## Società

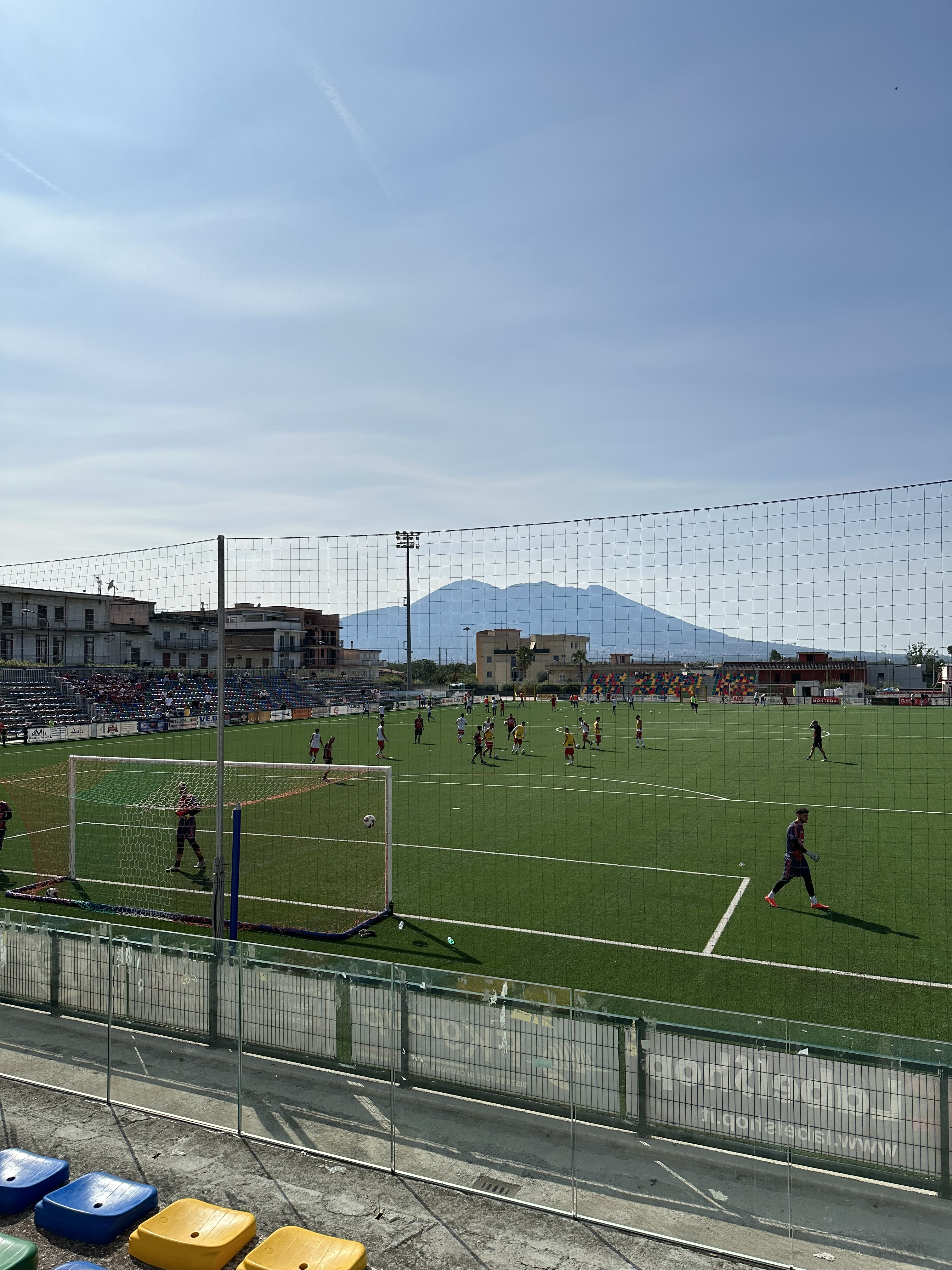
Stadio Palma Campania

### Sponsor

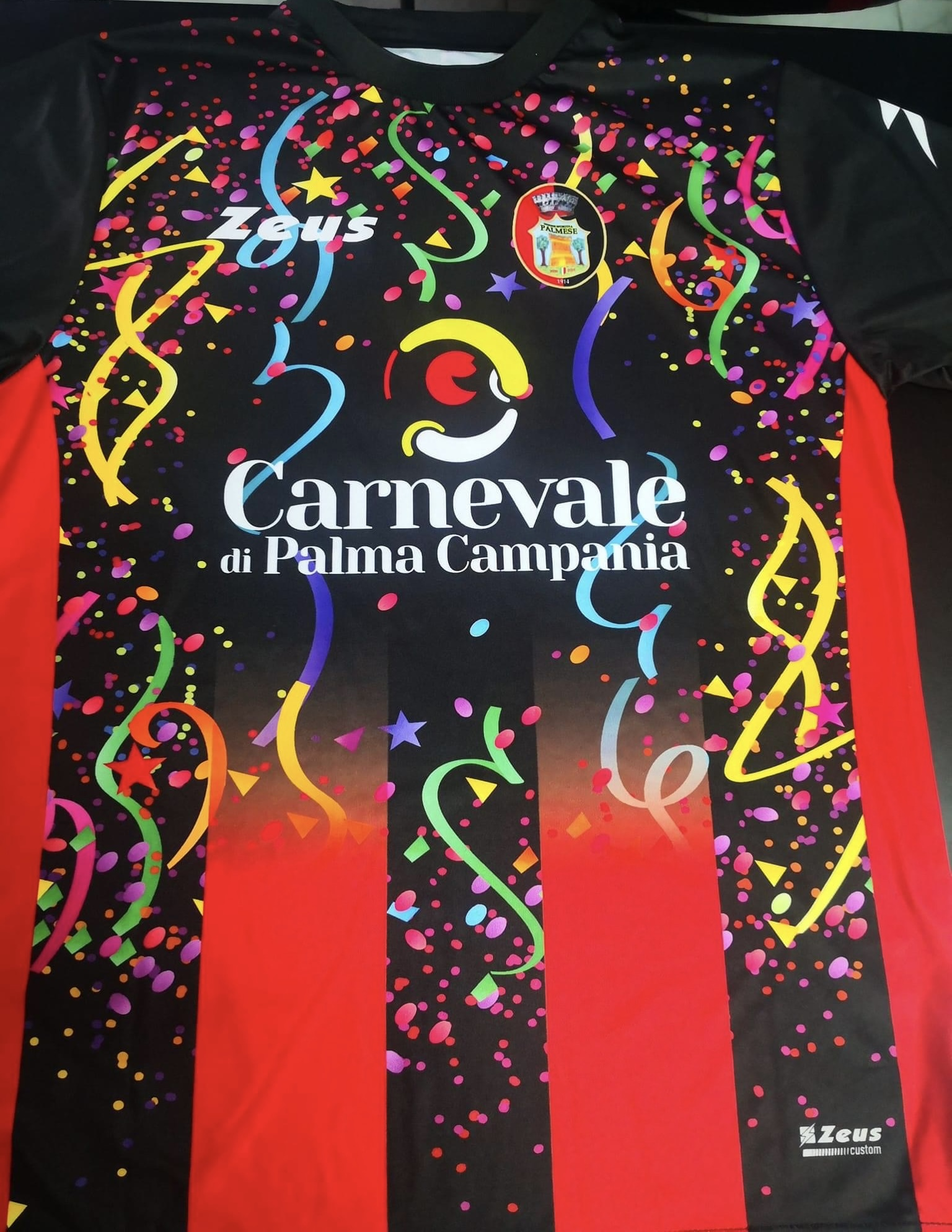
Maglia celebrativa carnevale

| Cronologia degli sponsor tecnici - 1914-2001 ... - 2001-2002 Devis - 2002-2003 Sam Sport - 2003-2004 Devis - 2004-2005 nessuno - 2005-2011 ... - 2011-2012 Givova - 2012-2014 ... - 2014-2015 Givova - 2015-2017 ... - 2017-2022 Devis - 2022-2023 Zeus - 2023-oggi Devis | Cronologia degli sponsor ufficiali - 1914-2001 ... - 2001-2003 Cinquepi Abbigliamento - 2003-2004 Cina Mercato - 2004-2005 nessuno - 2005-2009 ... - 2009-2010 Double Black - 2010-2011 ... - 2011-2012 Double Black - 2012-2017 ... - 2017-* Marfer - 2021-2023 5P produzione abbigliamento - 2023-oggi Gruppo Prisco Abbigliamento |

## Allenatori e presidenti
- 1914-1957 ...
- 1957-1959  Elia Peluso
- 1959-1961 ...
- 1961-1963  Elia Peluso
- 1962-1967 ...
- 1967-1968  Basilicata
- 1968-1969 ...
- 1969-1970  Vignapiano
- 1970-1971  Pietro Santin
- 1971-1972  Dario Ciccone
- 1974-1975 Salvatore Rea ...
- 1976-1977  Piero Grasselli
- 1977-1978  Renato Zara
 Antonio Soviero
- 1978-1979  Piero Grasselli
- 1979-1980  Domenico De Vito
- 1980-1981  Giuseppe Cresci
- 1981-1982 ...
- 1982-1983  Adolfo Milite
 Celestino Boragine
 Giovanni Bonanno
- 1983-1984 ...
- 1984-1985  Giovanni Simonelli
- 1985-1995 ...
- 1995-1996  Antonio Cinquegrana
- 1996-1997 ...
- 1997-1998  Nello Salvetti
- 1998-1999  Mario Pietropinto
- 1999-2000  Nello Di Costanzo
 Mario Schettino
 Nello Di Costanzo
- 2000-2002  Mario Pietropinto
- 2002-2003  Mario Pietropinto
 Mario Russo
- 2003-2004  Roberto Chiancone
- 2004-2005 carica vacante[3]
- 2005-2007  Raffaele Addeo
- 2007-2008  Raffaele Addeo
 Fontanella
- 2008-2009  Gennaro Cavallino
 Amerigo Ferrara
- 2009-2010  Biagio Seno
- 2010-2011  Amerigo Ferrara
 Michele Califano
 Salvatore Soviero
- 2011-2012  Salvatore Soviero
 Gennaro Monaco
- 2012-2013  Agostino Spica
 Marco Mazziotti
- 2013-2014  Salvatore Soviero
- 2014-2015  Salvatore Soviero (1ª-22ª)
 Mario Pietropinto (23ª-29ª)
 Salvatore Soviero (30ª)
- 2015-2017  Salvatore Soviero
- 2017-2018  Michele Cimmino
 Aldo Papa
- 2018-2019  Vincenzo Criscuolo
 Vincenzo La Manna
 Vincenzo Criscuolo
 Carlo Sanchez
- 2019-2020  Luigi Sanchez
- 2020-2021  Antonio Guarracino
 Aldo Papa
- 2021-2023  Mario Pietropinto
- 2023-2024  Salvatore Sarnataro (1ª-6ª)
 Mario Pietropinto (7ª-17ª)
 Teore Sossio Grimaldi (18ª-)

- 1914-1971 ...
- 1971-1972  Ferdinando Di Genua
- 1972-1973 ...
- 1973-1979  Lorenzo Maffettone
- 1979-1994 ...
- 1994-1995  Luigi Lauri
- 1995-1997 ...
- 1997-1998  Carmine De Luca
- 1998-2002  Mario Rega
- 2002-2003  Antonio Simonetti
- 2003-2004  Song Zhicai
- 2004-2005 carica vacante[3]
- 2005-2008  Michele Graziano
- 2008-2010  Luca Cassese
- 2010-2012  Ferdinando La Marca
- 2012-2013  Salvatore Addeo (commissario)
- 2013-2014 ...
- 2014-2015  Salvatore Mancone
 Giovanni Soviero
- 2015-2017  Giovanni Soviero
- 2017-2018  Francesco Cassese
- 2018-2021  Vincenzo Ciccone
- 2021-oggi  Mario Rega

## Calciatori
Nella Palmese hanno militato anche dei giocatori che hanno fatto carriera nella massima categoria italiana. Ricordiamo Michele Nappi, difensore della Palmese degli anni '70, arrivato poi a giocare negli anni '80 nell'AS Roma, vincendo uno scudetto (1982-1983), una Coppa Italia (1983-1984) e disputando anche la finale di Coppa dei Campioni persa dai giallorossi.
Da non dimenticare è Gennaro Sardo, terzino della Palmese del '98, che visse la classica favola di chi, giocando nelle serie minori, venne scoperto e lanciato in massima serie: esordì in Serie A il 10 settembre 2006 con la maglia del Catania.
Viceversa ha militato in rossonero a fine carriera, e per sole 4 partite nel 2001, l'ex-difensore del Foggia di Zeman che ottenne la storica promozione in Serie A, Giuseppe Fornaciari.
Da ricordare infine Giovanni Vastola, ala della Palmese del 1959 allenata da Elia Peluso, approdato alla Serie A con Vicenza, Bologna, Varese e Inter.

## Palmarès

### Competizioni nazionali
- Serie D: 1

2000-2001
- Scudetto Serie D: 1

2000-2001

### Competizioni regionali
- Prima Categoria: 2

1959-1960 (girone C), 1961-1962 (girone C)
- Promozione: 2

1969-1970 (Girone B, Campania), 1987-1988 (girone B)
- Eccellenza: 1

2021-2022 (girone A)

### Altri piazzamenti
- Serie D:

Secondo posto: 1976-1977 (girone G)
Promozione: 1977-1978 (girone G)
- Eccellenza:

Secondo posto: 1997-1998 (girone B)
- Prima Categoria:

Secondo posto: 1960-1961 (girone C), 1963-1964 (girone C)
- Promozione:

Secondo posto: 1995-1996 (girone A), 1996-1997 (girone B)
Terzo posto: 2008-2009 (girone B), 2009-2010 (girone C)

## Statistiche e record

### Partecipazione ai campionati
| Livello | Categoria                       | Partecipazioni | Debutto   | Ultima stagione | Totale |
| ------- | ------------------------------- | -------------- | --------- | --------------- | ------ |
| 4º      | Serie D                         | 9              | 1970-1971 | 2025-2026       | 20     |
| 4º      | Serie C2                        | 8              | 1978-1979 | 2003-2004       | 20     |
| 5º      | Campionato Interregionale       | 4              | 1983-1984 | 1989-1990       | 15     |
| 5º      | Campionato Nazionale Dilettanti | 1              | 1998-1999 | 1998-1999       | 15     |
| 5º      | Serie D                         | 2              | 1999-2000 | 2000-2001       | 15     |
| 5º      | Eccellenza Campania             | 8              | 2014-2015 | 2021-2022       | 15     |

## Tifoseria

### Storia
Tra i gruppi storici del tifo organizzato Palmese si ricordano gli Anno Zero, il Nucleo (sorto nel 1997), gli Squilibrati, il Bronx e il Gruppo Estraneo (nato nel 2001).
Sezione Barone, Collettivo Ultras, Curva Est.

### Gemellaggi e rivalità
Gemellaggi
- Puteolana[4]
- Nola: inoltre un rapporto di reciproco rispetto si registra con la curva del Nola.

Rivalità
- Audax Cervinara[5] (dal 2009)
- Casertana[6] (dal 1998)
- Frosinone[7][8][9] (dal 2001)
- Giugliano[4] (dal 2001)
- Igea Virtus[10] (dal 1998)
- Paganese[8]
- Scafatese[11]
- Brindisi (2002)